# Devil's Pond
Devil's Pond, también conocida como Heaven's Pond o Presa de una obsesión, es una película de terror estadounidense del año 2003, protagonizada por Kip Pardue y Tara Reid.

## Trama
Julianne es una chica frágil de carácter quien está enamorada de un encantador muchacho llamado Mitch. La familia de Julianne, una apoderada familia de clase alta, suele controlarla.  Esta decide que la única opción para salir del control familiar es casándose con Mitch. Finalmente celebran la boda, y la joven pareja se retira a su luna de miel.  
Mitch al parecer es un chico caballeroso, aventurero y muy enamorado, el denominado hombre perfecto.  Para sorprender a su joven esposa la lleva a una cabaña lejos de la ciudad y de la población. La cabaña se localiza en un espeso y salvaje bosque, rodeado por un bello lago que para llegar al mismo se debe utilizar un bote.  Julianne no se siente muy cómoda con la idea de pasársela en un bosque sin teléfono ni tecnología, pero le ha prometido a su marido pasar 15 días a solas con él. Pero algo inquieta a Julianne, que su esposo está muy entusiasmado con la cabaña, se niega a llevarla al pueblo y además, guarda una caja de metal con recelo. Cuando Julianne intenta hablar con Mitch, este empieza gradualmente a mostrar un comportamiento controlador y muy violento.    
Es entonces que al cabo de varios días que Julianne decide irse del lugar. Sin embargo, Mitch comienza a gritarle y la golpea hasta hacerle saber algo aterrador: que ella jamás saldrá de ese lugar, ya que la ama demasiado, además de que la cabaña es una herencia de su padre. Julianne se resiste a aguantar el abuso, aislada y desesperada intenta hacer todo lo posible para salvarse y escapar. Mitch tiene bajo control a la chica quien no tiene escapatoria al no saber nadar, teniéndola atada a un árbol y lejos de toda comunicación con su madre.
Finalmente, en un intento de escape, Mitch la descubre y comienza a golpearla. Julianne, quien le puso una trampa para osos en el patio, hace que este caiga en él. Con escopeta en mano tras un forcejeo, Julianne le dispara en la mano a Mitch. Julianne supera su miedo y nada hasta la orilla. Se escucha un disparo proveniente de la cabaña, lo que le hace saber que Mitch se ha suicidado. Julianne deja su anillo de bodas en la camioneta de Mitch y ella continúa caminando, finalmente libre.